# Malínky
Malínky jsou obec v okrese Vyškov v Jihomoravském kraji nedaleko města Bučovice. Žije zde 146 obyvatel.

## Název
Původ názvu obce není přesně znám, i přesto se mluví o odvození ze jména Malen.

## Historie
První písemná zmínka o obci pochází z roku 1408 (de Malenek).

## Obyvatelstvo

### Struktura
V obci k počátku roku 2016 žilo celkem 142 obyvatel. Z nich bylo 77 mužů a 65 žen. Průměrný věk obyvatel obce dosahoval 41,4 let. Dle Sčítání lidu, domů a bytů, provedeného v roce 2011, žilo v obci 137 lidí. Děti do 14 let věku tvořily 16,8 % obyvatel a senioři nad 70 let úhrnem 6,6 %. Z celkem 114 občanů obce starších 15 let mělo vzdělání 57 % střední vč. vyučení (bez maturity). Počet vysokoškoláků dosahoval 1,8 % a bez vzdělání bylo naopak 0,9 % obyvatel. Z cenzu dále vyplývá, že ve městě žilo 54 ekonomicky aktivních občanů. Celkem 77,8 % z nich se řadilo mezi zaměstnané, z nichž 63 % patřilo mezi zaměstnance, 1,9 % k zaměstnavatelům a zbytek pracoval na vlastní účet. Oproti tomu celých 50,4 % občanů nebylo ekonomicky aktivní (to jsou například nepracující důchodci či žáci, studenti nebo učni) a zbytek svou ekonomickou aktivitu uvést nechtěl. Úhrnem 64 obyvatel obce (což je 46,7 %), se hlásilo k české národnosti. Dále 27 obyvatel bylo Moravanů a 1 Slováků. Celých 78 obyvatel obce však svou národnost neuvedlo.
Vývoj počtu obyvatel za celou obec i za jeho jednotlivé části uvádí tabulka níže, ve které se zobrazuje i příslušnost jednotlivých částí k obci či následné odtržení.
| Rok            | 1869 | 1880 | 1890 | 1900 | 1910 | 1921 | 1930 | 1950 | 1961 | 1970 | 1980 | 1991 | 2001 | 2011 | 2021 |
| -------------- | ---- | ---- | ---- | ---- | ---- | ---- | ---- | ---- | ---- | ---- | ---- | ---- | ---- | ---- | ---- |
| Počet obyvatel | 286  | 289  | 307  | 281  | 298  | 298  | 287  | 225  | 222  | 219  | 166  | 147  | 142  | 137  | 130  |
| Počet domů     | 58   | 58   | 61   | 61   | 62   | 61   | 68   | 73   | 59   | 59   | 57   | 61   | 59   | 58   | 59   |

## Obecní správa

### Obecní symboly
Znak a vlajka byly obci uděleny rozhodnutím předsedy Poslanecké sněmovny Parlamentu České republiky dne 22. listopadu 2001.

## Pamětihodnosti
- Kaple Nejsvětější Trojice
- Kříž na návsi
- Přírodní památka Kuče

## Galerie

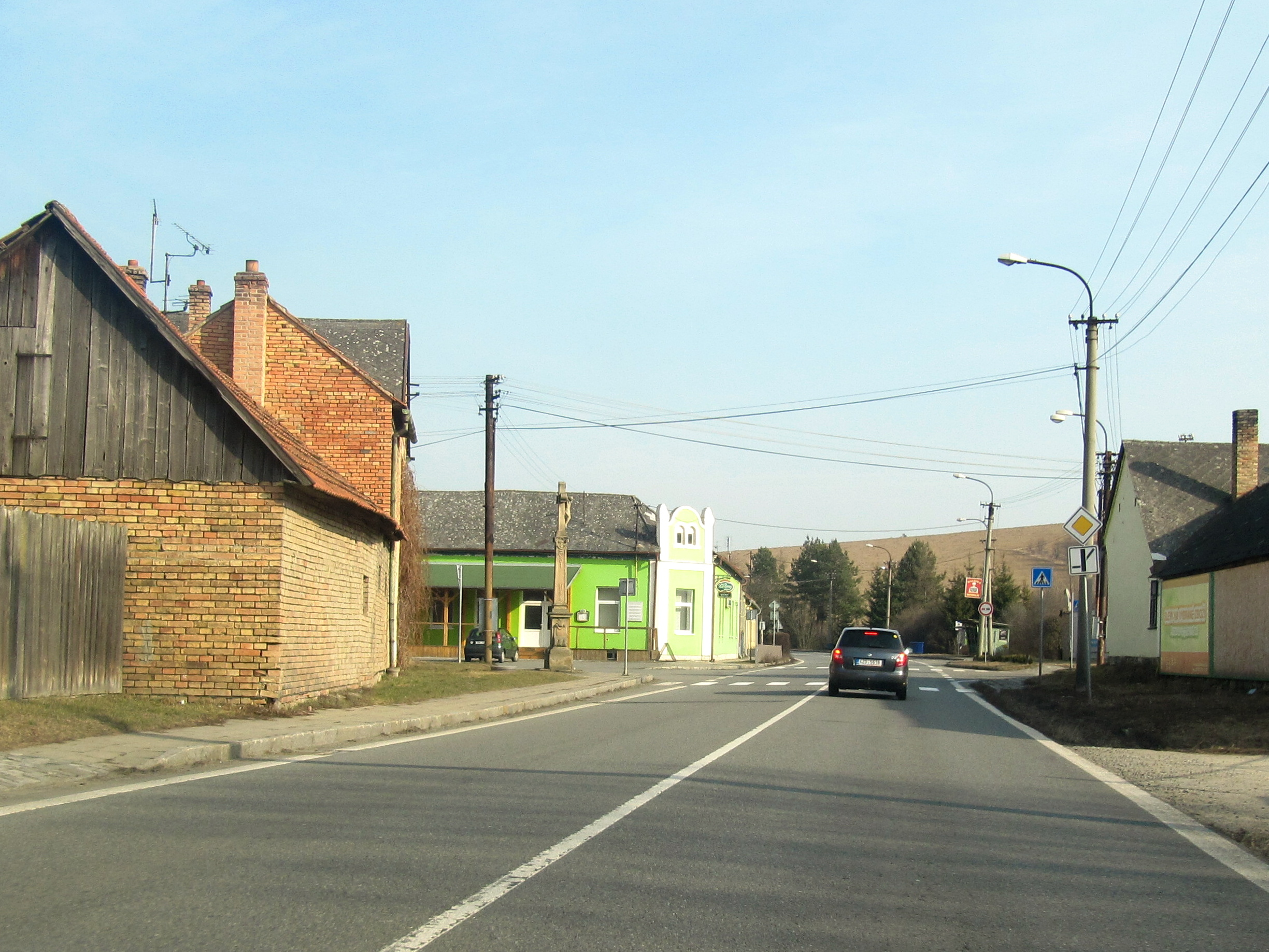
Průjezd obcí, směr Uherské Hradiště
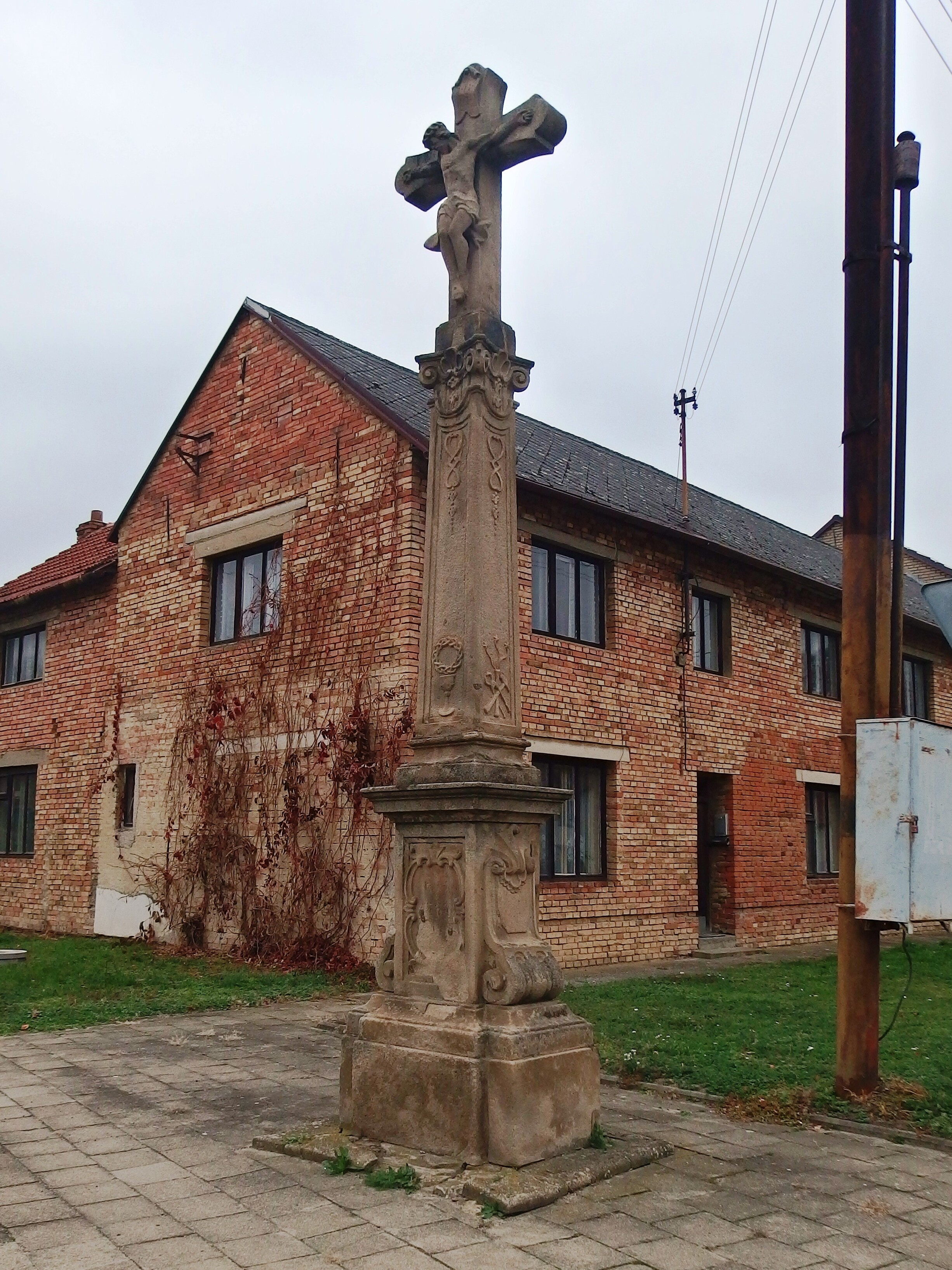
Kříž u hlavní silnice
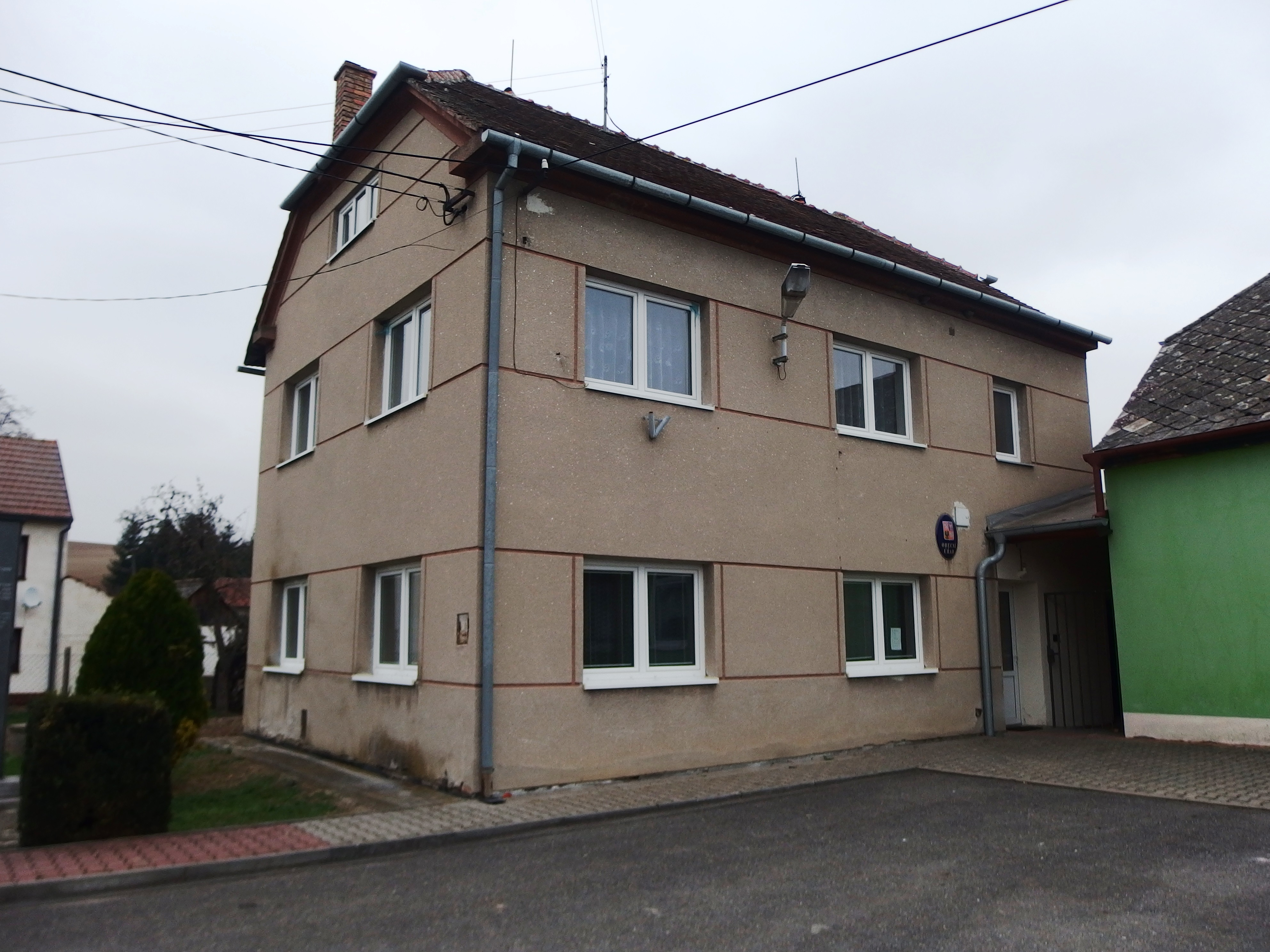
Obecní úřad
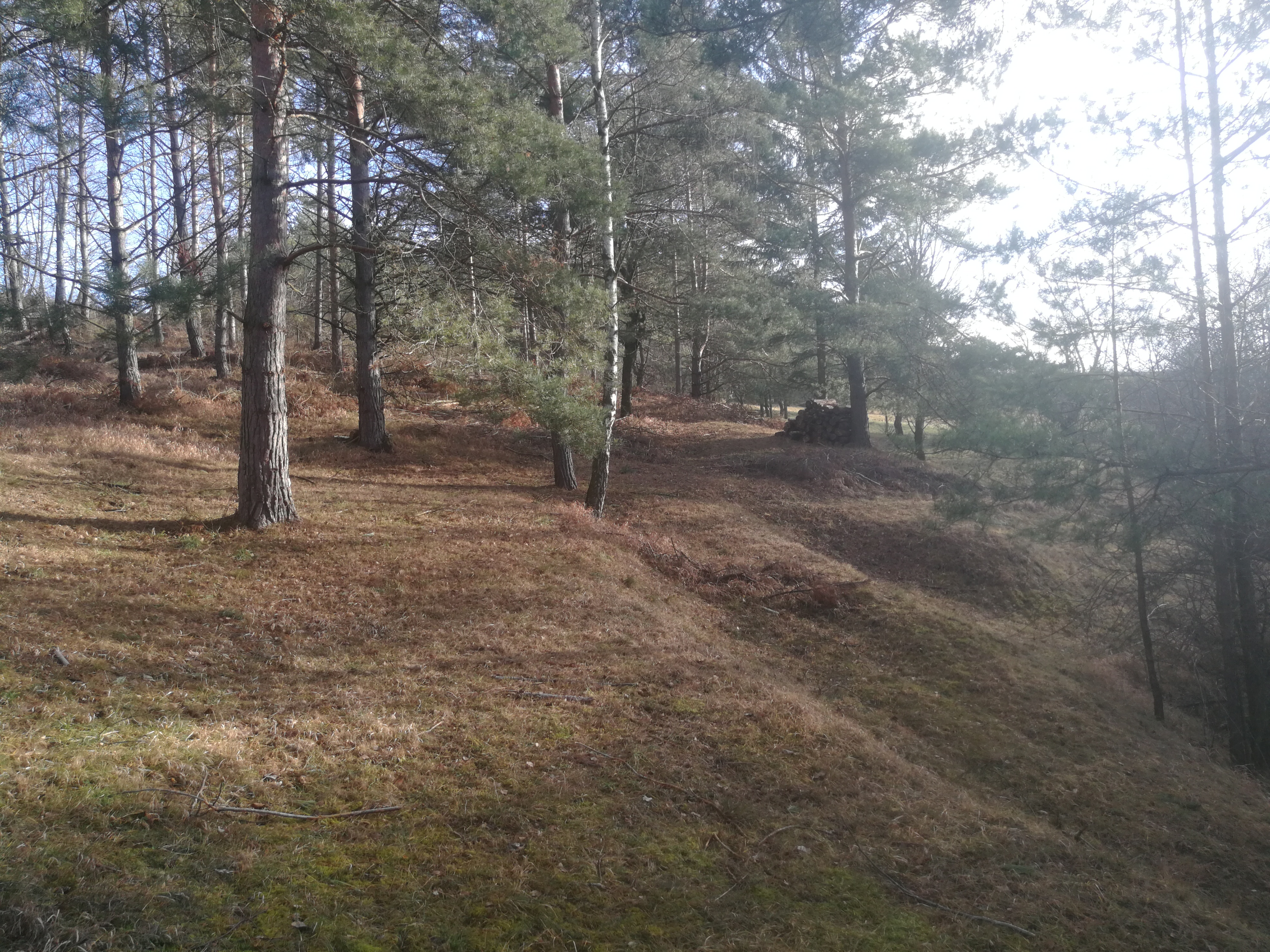
Přírodní památka Kuče

## Rodáci
- František Dunděra (1905–1941), příslušník Royal Air Force
- Vladimír Dunděra (1903–1942), lékař v Kyjově, popraven za ošetřování velitele paradesantní skupiny Zinc Oldřicha Pechala